# ボーローグ (小惑星)
ボーローグ (13085 Borlaug) は小惑星帯に位置する小惑星。ベルギーの天文学者エリック・ヴァルター・エルストが南アメリカのヨーロッパ南天天文台で発見した。
アメリカ合衆国の農業学者で、新しい農業技術を開発し穀物の大幅な増産（緑の革命）を指導し、1970年にノーベル平和賞を受賞したノーマン・ボーローグから命名された。